# Comparatore di assicurazioni
Un comparatore di assicurazioni è uno strumento che permette al consumatore di confrontare prezzi, premi, costi e/o garanzie contrattuali previsti da specifiche polizze assicurative di due o più compagnie. Questo tipo di comparazione è offerto da diversi siti web, che consentono in maniera totalmente gratuita per i consumatori un rapido e agevole confronto online. Lo scopo di questi comparatori è quello di consentire agli utenti finali di trovare e scegliere la soluzioni migliore per le proprie esigenze risparmiando denaro e soprattutto tempo, grazie alla possibilità di richiedere tanti preventivi con la compilazione di un unico form, evitando così di dover visitare i siti di ciascuna compagnia e procedere singolarmente con la richiesta del preventivo.

## Tipologie

### Comparatori per premio
Attraverso la compilazione di un semplice questionario, alcuni siti web offrono all'utente-consumatore la possibilità di confrontare gratuitamente una serie di preventivi forniti dalle rispettive compagnie. L'utente può in questo modo scegliere quello che più si adatta alle proprie esigenze e/o alle proprie finanze. Di solito si tratta di una comparazione prettamente economica a prescindere dalle garanzie effettivamente offerte dai singoli contratti.
Generalmente i comparatori di assicurazioni prendono in considerazione le polizze per gli autoveicoli (cioè RCA : responsabilità civile autoveicoli), che sono quelle più diffuse tra i consumatori, ma offrono confronti anche per motoveicoli, altri automezzi, viaggi, casa e più in generale per tutto quanto sia assicurabile (anche le polizze rc professionali specifiche per categorie di lavoratori come avocati, medici, geometri). Attraverso un questionario online vengono poste specifiche domande all'utente-consumatore indispensabili alle compagnie per la valutazione del rischio e quindi al calcolo del premio assicurativo. Nel caso di preventivi assicurativi per veicoli (auto, moto, autocarro), le domande sono relative al contraente stesso, al veicolo da assicurare e alla situazione assicurativa (che si evince dal cosiddetto attestato di rischio). Il confronto fornisce solitamente il prezzo base della copertura, al quale è poi possibile aggiungere garanzie accessorie per aumentare la tutela in determinate circostanze. Tramite il sistema è infine possibile procedere all'acquisto della polizza scelta. In questo caso è sufficiente seguire le indicazioni che pongono l'utente-consumatore direttamente in contatto con la compagnia prescelta.

### Comparatori per garanzie
Un altro genere di comparatori assicurativi opera in tutt'altra maniera. Invece di un confronto tra gli importi dei premi (quindi prettamente monetario), si evidenziano le garanzie contenute nelle polizze stesse, permettendo così di confrontare gli specifici contratti che non sono necessariamente identici tra loro. Questo tipo di servizio si rivela utile per valutare qualitativamente i contratti stessi, prendendo coscienza delle scoperture e delle effettive coperture. Nel caso delle polizze vita (come ad esempio i fondi pensione), essi evidenziano costi, rendimenti e garanzie a seconda della specifica tipologia di contratto. Nel caso delle polizze RC Auto essi evidenziano gli eventuali diritti alla rivalsa esercitabili dalla compagnia.
Le due tipologie di comparatori possono integrarsi tra loro, consentendo così all'utente-consumatore di verificare sia il costo sia la qualità del prodotto.

## Storia
I primi siti di comparazione sono stati ideati con la nascita di Internet. Soprattutto nel Regno Unito il fenomeno si è sviluppato velocemente a partire dal 2000 con la nascita di Confused.com e di altri siti analoghi, rivolti in particolare al mercato delle assicurazioni auto. Attualmente, secondo uno studio Deloitte nel Regno Unito circa l'80% dei consumatori dichiara di utilizzare i canali digitali per i prodotti auto e casa. I siti di comparazione sono gestiti da organizzazioni indipendenti rispetto alle Compagnie Assicurative.
La comparazione online di polizze è una realtà importante anche in Spagna, Francia, Germania e Svizzera.

## Lo scenario in Italia
In Italia sono presenti vari siti di comparazione, i primi nati già negli anni 2000: lo scenario vede la presenza di siti di comparazione multicategoria (i più famosi sono Segugio.it, Facile.it e ComparaSemplice.it) che si occupano di confrontare prodotti assicurativi, finanziari e utilities (luce e gas, internet casa) e siti verticali, ovvero dedicati alla comparazione di una singola categoria di prodotto (es. solo energia).
Con la diffusione dei comparatori, anche lo Stato Italiano ha previsto canali ufficiali e "indipendenti" per offrire una panoramica dei costi: tra questi i più famosi sono il Portale Offerte di Arera e il Preventivass, nato dalla collaborazione tra il Ministero dello Sviluppo Economico e l'IVASS (ex ISVAP). Su quest'ultimo è possibile trovare tutte le compagnie assicurative che operano nel mercato italiano; tuttavia non fornisce i risultati della comparazione in tempo reale (è necessario aspettare circa 24 ore).
Esistono anche alcuni siti di comparazione nati con finalità commerciali: questi portali offrono risultati in tempo reale, ma confrontano un numero ridotto di compagnie, in genere i partner e fornitori dai quali ricevono una fee per contratto chiuso.